# Masud Haszemzade
Masud Haszemzade (pers. مسعود هاشم‌زاده; ur. 21 września 1981 w Mijane) – irański zapaśnik w stylu klasycznym. Dwukrotny olimpijczyk. Piętnasty w Pekinie 2008 w wadze 120 kg. Nie ukończył zawodów w  Atenach 2004 w kategorii 96 kg.
Pięciokrotny uczestnik mistrzostw świata, siódmy w 2006.
Zdobył dwa medale na igrzyskach azjatyckich, srebro w 2006 i brąz w 2002. Cztery medale mistrzostw Azji, dwa złote medale w 2008 i 2009.
Trzeci w Pucharze Świata w 2008. Pierwszy w Pucharze Azji w 2003. Złoty medalista akademickich MŚ w 2008 roku.